# Ванда Панфил-Гонзалес
Ва̀нда Мариа̀нна Па̀нфил-Гонза̀лес (на полски: Wanda Marianna Panfil-González) е полска лекоатлетка, специалистка в бягането на дълги разстояния, двукратна участничка на олимпийски игри (1988, 1992), световна шампионка в маратонското бягане (1991), победителка в редица градски маратоните.

## Биография
Родена е на 26 януари 1959 година в Опочно, в семейството на Катажина и Войчех Панфил. Завършва техническо училище със специалност механик.
В спортната си кариера се състезава за Лехия (Томашов Мазовецки) (1975 – 1992). През 1988 година е част от полската група на летните олимпийски игри в Сеул. Там постига двадесет и второ време в маратонското бягане. В 1990 година печели маратоните в Ню Йорк, Лондон и Нагоя, а на следващата година и тези в Бостън и Токио. Същата година става световна шампионка в маратонското бягане от първенството в Токио. През 1992 година отново постига двадесет и второ време в маратонското бягане на олимпийските игри в Барселона.
За своите спортни постижения е избрана двукратно (1990, 1991) за най-добър спортист на Полша от читателите на „Пшегльонд Спортови“.